# Lophotibis cristata
L'ibis crestato di foresta (Lophotibis cristata (Boddaert, 1783)) è un uccello della famiglia Threskiornithidae, endemico del Madagascar. È l'unica specie del genere Lophotibis.